# La Succession de Wabo Defo
Pour plus de détails, voir Fiche technique et Distribution.
La Succession de Wabo Defo, est un film camerounais réalisé en 1987 par Daouda Mouchangou, homme de culture pionnier du cinéma camerounais. Il fait partie des premiers réalisateurs au Cameroun à mettre en lumière les traditions africaines aux yeux du monde à travers ce film. 

## Synopsis
La Succession de Wabo Defo raconte l'histoire d'un conflit familial autour de la succession d'un homme riche. La course à la succession est disputée par les enfants du défunt et alimentée par les parents et amis proches, dont le seul but est de tirer des bénéfices pécuniaires, quel que soit le moyen qu'ils utilisent.

## Fiche technique
- Réalisation : Daouda Mouchangou[1]
- Scénario : Jean Paul Tueche[1]
- Mise en scène : Samuel Bognis[1]
- Édition : Dina Eyango[1]
- Maquillage : Marthe Njike[1]
- Script : Zeinabou Pomboura[1]

## Distribution
- Michel Kamga[4]
- Joseph Ngnié Kamga[4]
- Michel Noumsi[4]
- Jean Kouam Tawadje[4]
- Jean Paul Tueche[4].